# Dommel
Dommel (jap. どんどんドメルとロン Don-don Domeru to Ron; fr. Cubitus, hol. Dommel) – serial anime powstały w koprodukcji japońsko-belgijsko-holenderskiej w oparciu o komiks Cubitus. W Polsce był emitowany w sobotniej Wieczorynce od 16 lutego 1991 roku. W polskiej wersji językowej zachowano imiona postaci pochodzące z wersji japońskiej serialu.

## Postaci

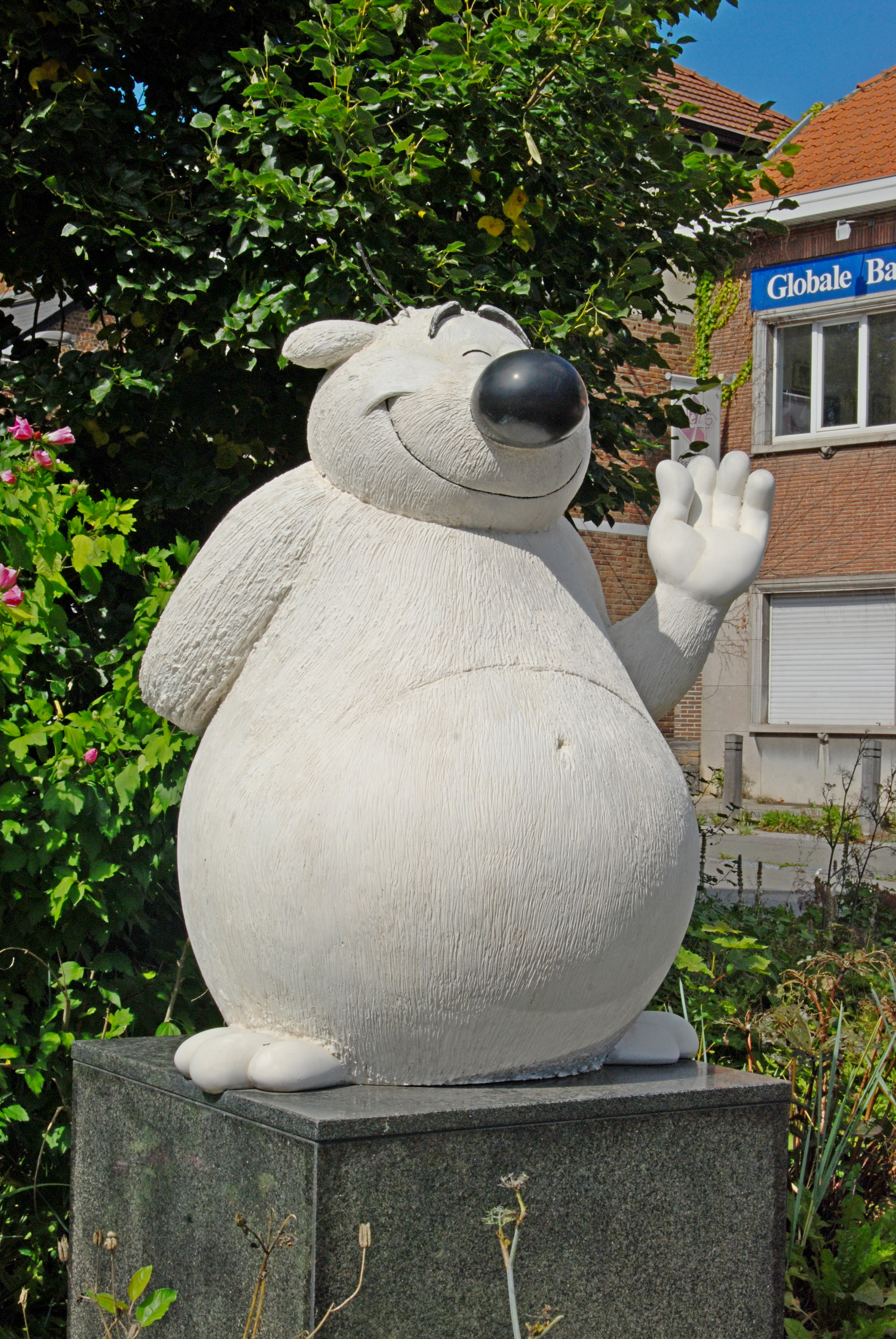
Pomnik Dommela w Limal (Region Waloński)).

- Dommel (jap. ドメル Domeru, w komiksie: Cubitus) – wielki biały pies, bardziej przypominający niedźwiedzia. Jest bardzo otyły. Charakterystyczne są pokaźny okrągły nos, niepohamowane myślenie o jedzeniu, długie spanie i chęć bycia docenianym.
- Ron (jap. ロン Ron, w komiksie: Sémaphore) – właściciel Dommela. Otyły starszy pan z włosami i wąsami zbliżonymi do Alberta Einsteina. Zawsze nosi różowy sweter. Jest zapalonym wynalazcą. Na różne sposoby przymusza Dommela do testowania swoich wynalazków, co zwykle kończy się dla niego bardzo źle. Niejednokrotnie się kłócą, ale nie mogą bez siebie żyć.
- Blackie (jap. ブラッキー Burakkī, w komiksie: Sénéchal) – czarno-biały kot. Przed wszystkimi udaje grzecznego i niegroźnego. W rzeczywistości lubi robić kawały, których efekty są często bolesne. Wina najczęściej spada na Dommela. Inni rzadko dostrzegają prawdziwego sprawcę. Najczęściej myślą, że ten uwziął się na Blackiego. Czasem udaje mu się wmówić Dommelowi, że zmienił się i chce się zaprzyjaźnić. Jeśli ten się nabierze, skutki są gorsze niż zwykle.
- Cherry (jap. チェリー Cherī, w komiksie nie występuje) – około dwudziestoletnia sąsiadka Rona. Ma wielką radość życia. Ron jest w niej zakochany do szaleństwa i często o niej fantazjuje. Jeśli coś ją trapi lub ma marzenie, ten natychmiast pracuje nad odpowiednim wynalazkiem. Cherry nie dostrzega jego pożądania nigdy i nawet sobie tego nie wyobraża.
- Beatrix (jap. ベアトリクス Beatorikusu, w komiksie nie występuje) – druga sąsiadka Rona będąca w jego wieku. Jest w nim zakochana, o czym wszyscy wiedzą. Ten, jako dżentelmen, ma problem ze spławianiem jej tak, aby nie wyjść na niekulturalnego. Ale jeśli zgłasza się do niego z problemem wymagającym wynalazku, Ron staje na wysokości zadania.
- Policjant (w komiksie nie występuje) – nigdy nie mówi. Zawsze ma w ustach gwizdek. Gdy chce coś powiedzieć lub o czymś myśli, używa go. Inne postaci na ogół rozumieją to co chce przekazać. Widz musi posiłkować się ich interpretacją.
- Bob (jap. ボブ Bobu, w komiksie nie występuje) – małoletni braciszek Cherry.

## Obsada głosowa
| Postać    | Wersja japońska  | Wersja niderlandzka |
| --------- | ---------------- | ------------------- |
| Dommel    | Naoki Tasuta     | Hans Hoekman        |
| Ron       | Kaneta Kimotsuki | Jan Anne Drenth     |
| Blackie   | Rica Matsumoto   | Hans Pauwels        |
| Cherry    | Mīna Tominaga    | Beatrijs Sluijter   |
| Beatrix   | Kazuko Sugiyama  | Maria Lindes        |
| Policjant | Kōichi Yamadera  | –                   |
| Bob       | Tarako           | Trudy Libosan       |

## Wersja polska
Opracowanie: Telewizyjne Studia Dźwięku

Reżyseria: Andrzej Bogusz

Dialogi:
- Marzena Kamińska,
- Elżbieta Kowalska,
- Dorota Filipek-Załęska

Dźwięk: Jerzy Rogowiec

Montaż: Zofia Dmoch

Kierownictwo produkcji: Dorota Suske

Tekst piosenki: Zbigniew Stawecki

Wykonanie piosenki: Danuta Stankiewicz

Wystąpili:
- Ryszard Olesiński – 
  - Dommel,
  - prowadzący wyścigu motocrossowego (odc. 13),
  - uczestnicy wyścigu motocrossowego (odc. 13),
  - awanturujący się sąsiad (odc. 24),
  - Tom (odc. 47),
- Jacek Jarosz – Ron
- Krzysztof Strużycki –
  - Blackie,
  - uczestnicy wyścigu motocrossowego (odc. 13),
  - mężczyzna stawiający wygraną dla orkiestry (odc. 34),
  - kanclerz (odc. 36)
- Barbara Bursztynowicz – Cherry
- Ewa Wawrzoń – Beatrix
- Małgorzata Boratyńska – Bob (niektóre odcinki)
- Izabella Dziarska – 
  - Bob (niektóre odcinki),
  - chłopiec z rowerem (odc. 44),
- Andrzej Bogusz –
  - wódz Indian (odc. 4),
  - aktor grający strażnika #2 (odc. 12),
  - pracownik planu filmowego (odc. 12),
  - mężczyzna (odc. 14),
  - ośmiornica (odc. 22),
  - Zadowolony klient mechanicznego pucybuta (odc. 32),
  - mężczyzna stawiający na wygraną Rona (odc. 34),
  - człowiek z reklamy (odc. 35),
  - odsłaniający pomnik (odc. 35),
  - śmieciarz (odc. 41),
  - matematyk (odc. 44),
  - mężczyzna odbierający zdjęcia na konkurs piękności (odc. 45),
  - bywalec galerii sztuki (odc. 65)
- Zofia Gładyszewska –
  - głos mechaniańki śpiewający kołysankę (odc. 5),
  - uczestniczka ślubu (odc. 7),
  - starsza klientka w kolejce do mechanicznego czyścibuta (odc. 32),
  - kobieta stawiająca wygraną dla pani Beatrix (odc. 34)
- Andrzej Butruk – komisarz (odc. 7)
- Halina Chrobak –
  - panna młoda (odc. 7),
  - kobieta z plakatu (odc. 7),
  - dziewczyna na rowerze (od. 7),
  - dziecko (odc. 14),
  - klientka w kolejce do mechanicznego czyścibuta (odc. 32),
- Jerzy Mazur – 
  - uczestnik ślubu (odc. 7),
  - rzeźnik (odc. 8),
  - pracownik planu filmowego (odc. 12),
  - uczestnicy wyścigu motocrossowego (odc. 13),
  - dyrektor muzeum starożytności egipskich (odc.16),
  - wysoki robotnik (odc. 19),
  - klient, któremu mechaniczny czyścibut spalił buty (odc. 32),
  - burmistrz (odc. 34)
- Zbigniew Borek –
  - reżyser filmowy (odc. 12),
  - klient fryzjera (odc. 41),
  - dyrektor szkoły (odc. 44),
- Józef Mika –
  - aktor grający strażnika #1 (odc. 12),
  - kapitan łodzi podwodnej (odc. 18),
  - człowiek kłaniający się Ronowi (odc. 19),
  - żeglarz na bocianim gnieździe (odc. 36),
  - fryzjer (odc. 41),
  - bywalec galerii sztuki (odc. 65)
- Jacek Dzisiewicz – komentator wyścigu motocrossowego (odc. 13)
- Antonina Girycz –
  - kobieta (odc. 14),
  - burmistrzowa (odc. 33)
- Grzegorz Wons –
  - Lalo Lupon (odc. 16),
  - akwizytor (odc. 28)
- Henryk Łapiński –
  - kelner (odc. 18),
  - sklepikarz Larry (odc. 32)
- Stanisław Brudny –
  - deweloper (odc. 19),
  - sprzedawca jabłek (odc. 19),
  - właściciel prasowalni (odc. 41)
- Grzegorz Emanuel – 
  - korpulentny robotnik (odc. 19),
  - prowadzący konkurs piękności (odc. 45),
  - bywalec galerii sztuki (odc. 65)
- Rafał Kowalski – pracownik fabryki konserw dla zwierząt (odc.37)
- Leopold Matuszczak – duch hrabiego de Mary (odc. 38)
- Miriam Aleksandrowicz – duch hrabiny Upiorelly (odc. 38)
- Małgorzata Wołłejko – dziewczynka mająca chrapiącego ojca (odc. 44)
- Artur Barciś – robot (odc. 64)

i inni
Lektor:
- Andrzej Bogusz (czołówka)
- Ryszard Rembiszewski (tyłówka)

## Lista odcinków
| Nr  | Tytuł polski                        | Tytuł japoński     | Tytuł niderlandzki            |
| --- | ----------------------------------- | ------------------ | ----------------------------- |
| 001 |                                     |                    | De IJskast                    |
| 002 | Automatyczna niania                 |                    | Eet-Automaat                  |
| 003 | Jak zostać duchem                   | 透明スプレー大噴射 | Vlekkenreiniger               |
| 004 | Wyśniony bohater westernu           | メカ馬ガンマン対発 | Cowboys En Indianen           |
| 005 |                                     |                    | Babysitters                   |
| 006 | Szalona lokomotywa                  | リニア追跡SLボ示   | Op Hol Geslagen               |
| 007 | Straszliwy sekator                  | 大浴怖キリカッタ   | De Snoeischaar                |
| 008 | Podniebna herbatka                  | おいらの夢事発行船 | Luchtkasteel                  |
| 009 | Zdobywcy szczytów                   | とんとん珍式受広済 | Bergklimmen                   |
| 010 | Ach ci wspaniali piloci!            | 爆風サーカ大雅行   | Een Luchtreisje               |
| 011 |                                     |                    | Circus In Der Stad            |
| 012 | Wehikuł czasu                       | ドン発明タイムメカ | De Tijdmachine                |
| 013 | Samotny jeździec                    |                    | Superpaard                    |
| 014 | Jak by tu schudnąć?                 | ドメル無理スリム   | Afslanken                     |
| 015 |                                     |                    | Dromen                        |
| 016 | Mumia                               | ドメミイラ怪々事   | Het Egyptische masker         |
| 017 | Tort urodzinowy                     | わくわく混戦証生日 | Dommels Verjaardag            |
| 018 | Kolacja dla przyjaciół              | メトロ迷路大道跡   | Een Motorritje                |
| 019 | Nessie                              |                    | Het Monster van Loch Nass     |
| 020 | Szczęśliwa liczba                   |                    | Geluksterren                  |
| 021 | Zima stulecia                       | 氷りごりマシーン   | IJspret                       |
| 022 | Żywa konserwa                       | 海国グル船出発だ   | Vissen                        |
| 023 | Trójwymiarowy telewizor             | 飛び出すロンテレビ | Drie-dimensionale televisie   |
| 024 | Bezsenność                          | うッコだっこべビ   | Slapeloosheid                 |
| 025 |                                     |                    | Een fiets voor Cherry         |
| 026 |                                     |                    | Dommels kussen                |
| 027 |                                     |                    | De perfecte Dommel            |
| 028 | Uparty domokrążca                   |                    | De verkoper                   |
| 029 |                                     |                    | Dommel is ontvoerd            |
| 030 | Nieudana wycieczka                  | とんだキャンス教室 | Kamperen in de bergen         |
| 031 | Wielkie pranie                      | うつだっこべビー   | In het bad                    |
| 032 | Mechaniczny pucybut                 | ネズミマシーン株戦 | Muizen                        |
| 033 | Zaginiony naszyjnik                 | 珍春発明二才作     | De geurzoeker                 |
| 034 | Nagroda pana burmistrza             | 奇々怪々の大気球   | De Hypermobiel                |
| 035 | Straszliwe skutki awarii odkurzacza | 大爆笑パワーアッ   | Stofzuiger problemen          |
| 036 | Sen o Guliwerze                     | がんばれ！ガリバー | Gulliver II                   |
| 037 | Nieudana ucieczka                   | ペンキでパンダ     | Weglopen                      |
| 038 | Tajemniczy dom                      | うッつだっこべビー | Het spookhuis                 |
| 039 |                                     |                    | Superkunstmest                |
| 040 |                                     |                    | De voetbaltrainer             |
| 041 | Wielka wyprzedaż                    | ロンカウくだ大空   | Kelderopruiming               |
| 042 |                                     |                    | Zomerhuisjes                  |
| 043 |                                     |                    | De dolfijn                    |
| 044 | Wynalazca w szkole                  | 発明教室一日先生   | De gastdocent                 |
| 045 | Konkurs piękności                   | ロンロン美人カメラ | De schoonheids-maker          |
| 046 | Kopciuszek                          |                    | Assepoester                   |
| 047 | Włóczkowe perypetie                 | のアミアミ作戦     | Breien                        |
| 048 |                                     |                    | Een romance                   |
| 049 |                                     |                    | Flessenopenen                 |
| 050 |                                     |                    | Honkballen                    |
| 051 |                                     |                    | Voorzichtig met vuur          |
| 052 |                                     |                    | Vroege vogels                 |
| 053 |                                     |                    | De gekrompen hond             |
| 054 |                                     |                    | De verschrikkelijke Sneeuwman |
| 055 |                                     |                    | Op het huis passen            |
| 056 |                                     |                    | Rolschaatsen                  |
| 057 |                                     |                    | Bezoek uit de ruimte          |
| 058 |                                     |                    | Golfen                        |
| 059 |                                     |                    | Rooddommeltje en de wolf      |
| 060 |                                     |                    | De bokskampioen               |
| 061 |                                     |                    | De hazenjager                 |
| 062 |                                     |                    | Een wonderlijke lamp          |
| 063 |                                     |                    | De speeltuin                  |
| 064 | Kłopotliwy pomocnik                 | ロボットベんり     | Klusjes Robot                 |
| 065 | Ruchomy obraz                       | 爆発！ガラクタ怪画 | Ik ben geniaal                |
| 066 |                                     |                    | Botten zoeken                 |
| 067 |                                     |                    | Pinocchio                     |
| 068 |                                     |                    | De muizen planeet             |
| 069 |                                     |                    | Karate                        |
| 070 |                                     |                    | De super kaartmachine         |
| 071 |                                     |                    | De verjonger                  |
| 072 |                                     |                    | Darzan de jungle koning       |
| 073 |                                     |                    | Het kerstcadeau               |
| 074 |                                     |                    | Skiën                         |
| 075 |                                     |                    | De Filmster                   |
| 076 |                                     |                    | Dommel en de bonestaak        |
| 077 |                                     |                    | Leven op de boerderij         |
| 078 |                                     |                    | Heropvoeden                   |
| 079 |                                     |                    | Sneeuwploegen                 |
| 080 |                                     |                    | Marsmannetjes                 |
| 081 |                                     |                    | Kunstdieven                   |
| 082 |                                     |                    | Goochelen                     |
| 083 |                                     |                    | De Verplaatser                |
| 084 |                                     |                    | SuperDom                      |
| 085 |                                     |                    | Bijencamera                   |
| 086 |                                     |                    | De Vampier                    |
| 087 |                                     |                    | De Postbode                   |
| 088 |                                     |                    | Sneeuwbeelden wedstrijd       |
| 089 |                                     |                    | Vogelverschrikkers            |
| 090 |                                     |                    | De schone slaapster           |
| 091 |                                     |                    | Klokkenluiden                 |
| 092 |                                     |                    | Aan het strand                |
| 093 |                                     |                    | De groeibacterie              |
| 094 |                                     |                    | Hou op met uitivinden         |
| 095 |                                     |                    | De koppelaar                  |
| 096 |                                     |                    | Agent Dommel                  |
| 097 |                                     |                    | Leve de camping               |
| 098 |                                     |                    | De sneeuwkoningin             |
| 099 |                                     |                    | De schoonheidsstoel           |
| 100 |                                     |                    | Prehistorische vissen         |
| 101 |                                     |                    | Spokenjagers                  |
| 102 |                                     |                    | Vlinders vangen               |
| 103 |                                     |                    | Onderspanning                 |
| 104 |                                     |                    | Het kopieer-pistool           |